# 후지와라노 스가네
후지와라노 스가네(藤原菅根)는 헤이안 시대 전기의 귀족, 학자이다.